# Train postal
Un train postal est un train dont les voitures sont uniquement affectées au transport du courrier et éventuellement à des opérations de tri. Un train de voyageurs ou de marchandises peut comprendre une ou deux voitures postales.

## États-Unis
Pendant longtemps aux États-Unis, le courrier fut transporté par des trains de voyageurs.

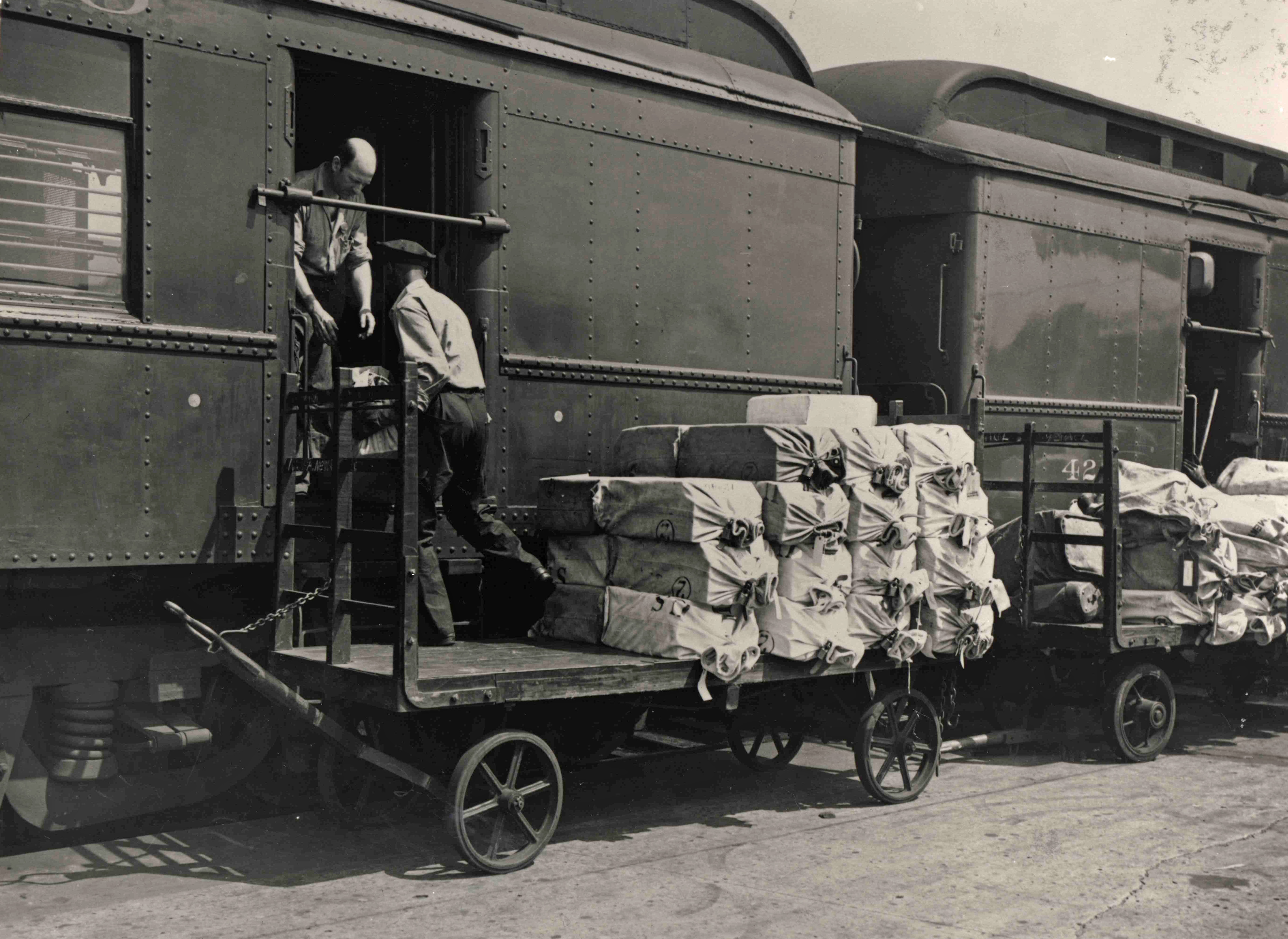
Des sacs de courrier sur tapissière sont chargés sur un Post Office du chemin de fer (RPO) en 1925.

Durant les années 1930, plus de 10 000 trains ont été utilisés pour le transport du courrier aux États-Unis. Le nombre de trains portant le courrier chute rapidement à la suite de l'adoption du Transportation Act (Loi sur les transports) en 1958. En 1965, seulement 190 trains portaient le courrier et en 1970, les chemins de fer américains ne livraient quasiment plus de courrier de première classe.
Le 30 avril 1971, le Post Office arrête sept des huit relations qui restent. La dernière, entre Washington et New York est aussi supprimée le 30 juin 1977.

## France

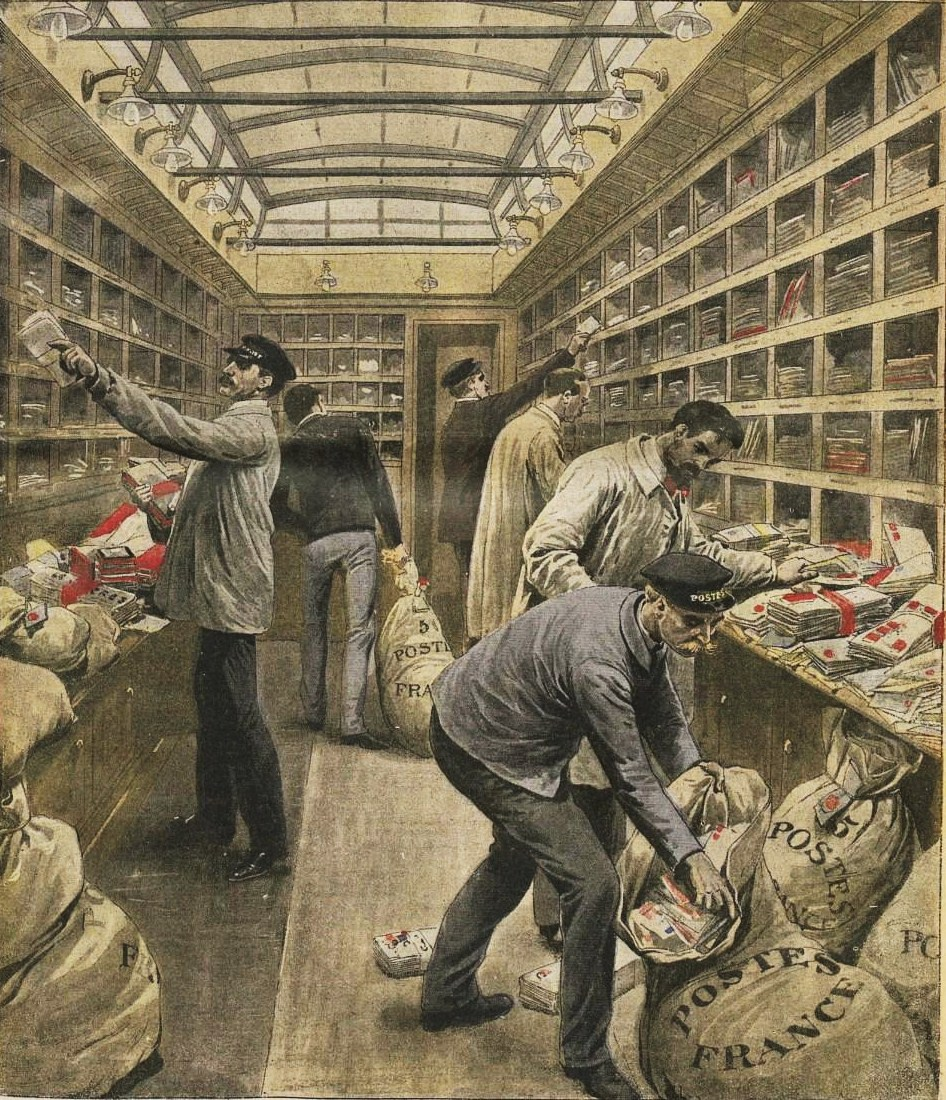
Intérieur d'un wagon postal en 1909.

En France, la Poste a longtemps utilisé des voitures appelées wagons-poste : wagons de tri et allèges postales. Elles étaient le plus souvent intégrées aux trains de voyageurs. Il existait des services ambulants de jour dit "primos" et des ambulants de nuit dits "secondos". Les ambulants de jour étaient composés d'un seul wagon de tri tandis que les ambulants de nuits étaient souvent des trains postes comprenant plusieurs wagons de tri et de plusieurs allèges, ces dernières servant à stocker les sacs simplement transportés et ceux issus de l'ensachage du résultat du travail de tri à bord.

### Organisation du service
Les services ambulants étaient organisés par lignes (Nord et Est, Ouest, Sud-Ouest, Sud-Est, Méditerranée. Ils étaient qualifiés de "bureaux ambulants" car bien que cette activité ait toujours été très marginale, un usager pouvait déposer une lettre à un arrêt du train dans la boîte aux lettres du wagon de tri. Elle recevait alors l'oblitération du service ambulant. Ces marques sont très recherchées par certains philatélistes. Dans les wagons-poste des agents des PTT effectuaient le tri du courrier. À Paris, le long de leur route et à leur lieu d'arrivée, les ambulants livraient ou prenaient en charge le courrier à un bureau de tri, appelé Bureau-gare.
Le service était organisé en brigades (2 le jour, 4 la nuit). Une brigade comportait un inspecteur encadrant, un agent de maîtrise assurant le tri cabine (recommandés, valeurs déclarées), des agents de tri, un ou des manutentionnaires. Les trains postes comprenant plusieurs équipes ainsi encadrées, ils étaient dirigés par un chef de division. Quelques renforts faisaient une partie du trajet dit "service à cheval" avec l'ambulant descendant et le même trajet en sens inverse avec l'ambulant remontant. Le fait bien réel qu'il existait un « cheval de Troyes » sur les ambulants de l'est était un sujet de plaisanterie pour les ambulants. Les ambulants triaient les lettres et les paquets. La norme de tri des lettres était de 500 lettres au quart d'heure.
À noter pour l'anecdote que contrairement à une erreur de mise en scène commise dans quelques films, le personnel des ambulants ne travaillait pas en uniforme mais portait soit un bleu de travail soit une blouse grise.

### Le matériel

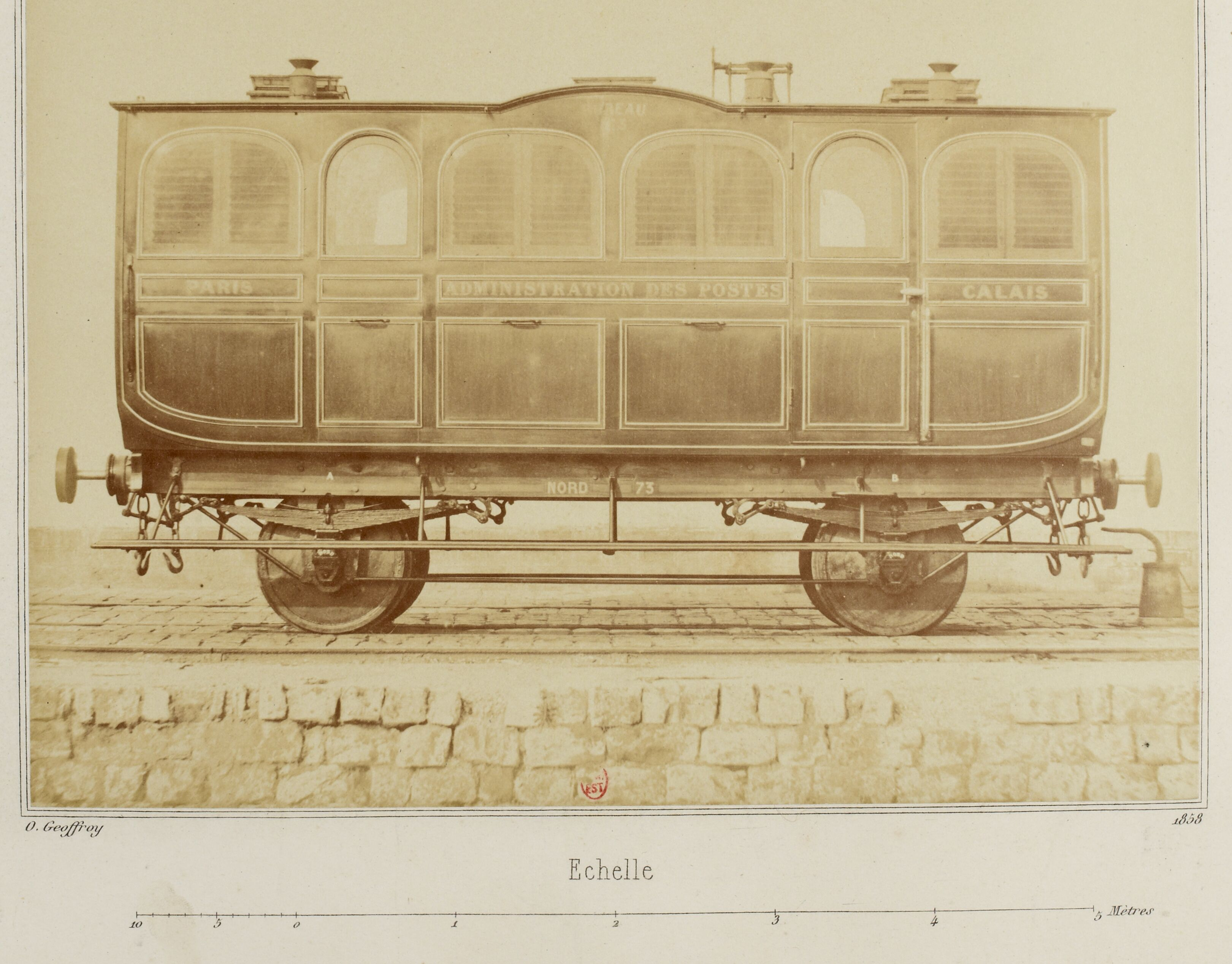
Wagon de l'Administration des Postes roulant sur les Chemins de Fer du Nord, 1858.

Le premier wagon postal véritable, c'est-à-dire permettant des opérations de tri, a circulé le 1er août 1845 sur la ligne de Paris à Rouen. Il s'agissait d'un wagon de 4,80 m à deux essieux avec une caisse en bois. Diverses variantes du wagon de 4,80 m seront construites et exploitées sur d'autres lignes les années suivantes.
En 1848, un wagon de 6,10 m à 3 essieux est mis en service sur le réseau Nord. D'autres modèles en bois seront construits par la suite : des wagons de 5,50 m en 1850 ; un wagon de 6,10 m en 1893 ; des wagons de 6,80 m en 1854, 1874, 1893, 1895 ; des wagons de 7,20 m en 1855, 1860, 1870, 1880, 1893, 1895. Sans compter divers modèles d'allèges. En 1897, un automoteur à vapeur est utilisé entre Beauvais et Creil.
En 1880, on commence à interconnecter par des soufflets deux wagons. La charge utile reste limitée par rapport aux besoins.
Une loi du 22 juillet 1899 autorise le ministre des PTT à faire construire 42 wagons de tri et 10 allèges ouvrant la voie à la construction des wagons modernes. Les premiers wagons postes ressemblaient, en effet, encore à des diligences. Ce n'est qu'en 1900 qu'est mis en service le premier wagon d'une longueur de 14,28 m avec des plateformes aux deux extrémités d'une vraie salle de tri. Le premier voyage a lieu le 30 octobre 1900 sur Paris Lille. Il en sera construit 251 exemplaires jusqu'en 1924. Ce sont des wagons à 2 essieux (3 pour le PLM) qui demeurent en bois tôlé. Le premier modèle à bogies date de 1906. D'une longueur de 18,12 m, son châssis est en fer et bois et la caisse en bois tôlé. Il remplace les wagons de 14 m à partir de 1911. Il a été construit à 236 exemplaires.

D'autres modèles ont été utilisés avant 1924, notamment : un modèle de 9,70 m construit à seulement 3 exemplaires utilisés sur la ligne du Nord ; des modèles de construction prussienne en Alsace Lorraine (1876: modèle de 8,50 m ; 1879 : modèle tri + allège de 10 m, 1891 : modèle à bogies de 12 m, 1908 et 1909 : modèles à bogies de 17 m en bois tôlé sans compter les allèges et les voitures voyageurs mixtes à compartiment postal).
En 1928, les premiers wagons postes métalliques de 21,60 m dits "type 1926" ou OCEM sont mis en service et seront construits à 382 exemplaires. Ils comportent des bogies Y2 prévus pour supporter une vitesse de 120 km/h, des soufflets et un chauffage autonome. À partir de 1926, les PTT utilisent aussi des allèges métalliques dites "type 1926" de 18,30 m. Il a existé divers autres modèles de moindre importance, notamment : le wagon OCEM mixte tri/allège de 21,60 m construit à dix exemplaires utilisé en Alsace-Lorraine ; le modèle OCEM de 16,60 m pour les lignes secondaires jusqu'à 80 km/h construit à 66 exemplaires de 1932 à 1933 ; les modèles OCEM mixtes de 1933 de 11,83 m (30 exemplaires) et de 16,60 m (24 exemplaires).
À partir de 1973, sont construits à 114 exemplaires des wagons UIC de 26 mètres plus fonctionnels mais aussi plus confortables (chauffage électrique, eau chaude, table de dépoussiérage...). En 1976, le parc reçoit aussi une allège UIC prototype de 26,40 m. Il lui sera préféré, pour des raisons budgétaires, une transformation en allèges des anciens wagons postes. Les nouveaux modèles de wagons de tri remplaceront donc progressivement les wagons OCEM qui seront soit réformés soit transformés en allèges ou en voitures de service ou électrotechniques de la SNCF.
À partir de 1982, les allèges de construction OCEM seront conteneurisées. À partir de 1993, ce sont les wagons UIC qui sont transformés à leur tour en allèges conteneurisées. À noter que jusqu'à 1975, les PTT ont loué des wagons postes aux "Nouvelles Messageries de la Presse Parisienne" pour le tri et l'acheminement de la presse.

### Le déclin
Les wagons de tri ambulants au sens strict, c'est-à-dire où on triait le courrier, ont disparu progressivement jusqu'en 1995 à la suite du développement du tri automatique dans les centres de tri, le transport se réduisant alors à un simple acheminement par voie aérienne ou ferroviaire des rames es, (où éventuellement par voie aérienne). Toutefois, des rames TGV postal ont été livrées à La Poste dès le lancement du TGV en 1983. Ces rames sont peintes dans une livrée particulière à base de jaune. Elles sont réformées et retirées du service en 2015.
En 1978, La Poste avait aussi acheté des rames automotrices postales (RAP) numérotées X 94750. Ces autorails ont eu une carrière très courte (cinq ans). Ils ont été repris par la SNCF et transformés en TER de la série X 4790.

## Grande-Bretagne

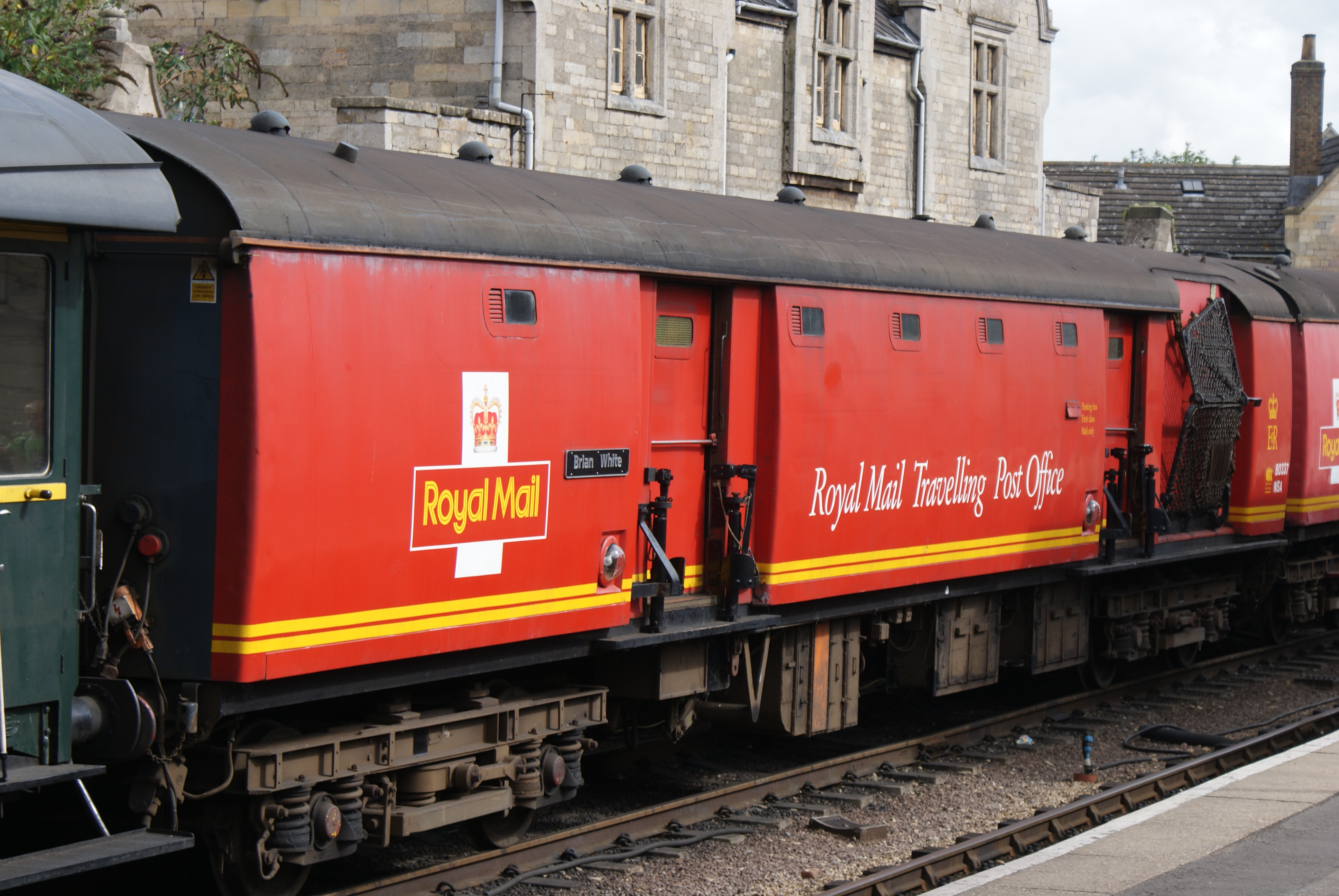
Wagon "Travelling Post Office" de la Royal Mail

Le courrier royal a été transporté par les chemins de fer pour la première fois le 2 novembre 1830. Les premiers trains postaux ont été appelés Railway Post Offices (RPOs) c’est-à-dire « bureaux postaux ferroviaires » puis, en 1928, Travelling Post Offices (TPOs) c’est-à-dire « bureaux postaux ambulants ». Les voitures étaient équipées pour prendre les sacs de courrier au vol (sans que le train ne s'arrête).
Le premier voyage par un train postal commencera en 1838 de Londres aux Midlands. Plus de 130 services de trains postaux seront utilisés au moment de la Première Guerre mondiale. Les derniers trains postaux ambulants rouleront jusqu'en janvier 2004.

## Suisse
Le transport du courrier entre les centres de tri de la poste Suisse se fait par train. Le 10 février 2022, le contrat entre CFF Cargo et la poste Suisse a été reconduit pour 4 ans. Jusqu'en 1994, tout le courrier postal était transporté dans une allège postale entre Neuchâtel et le Val-de-Travers.

## Galerie de photographies

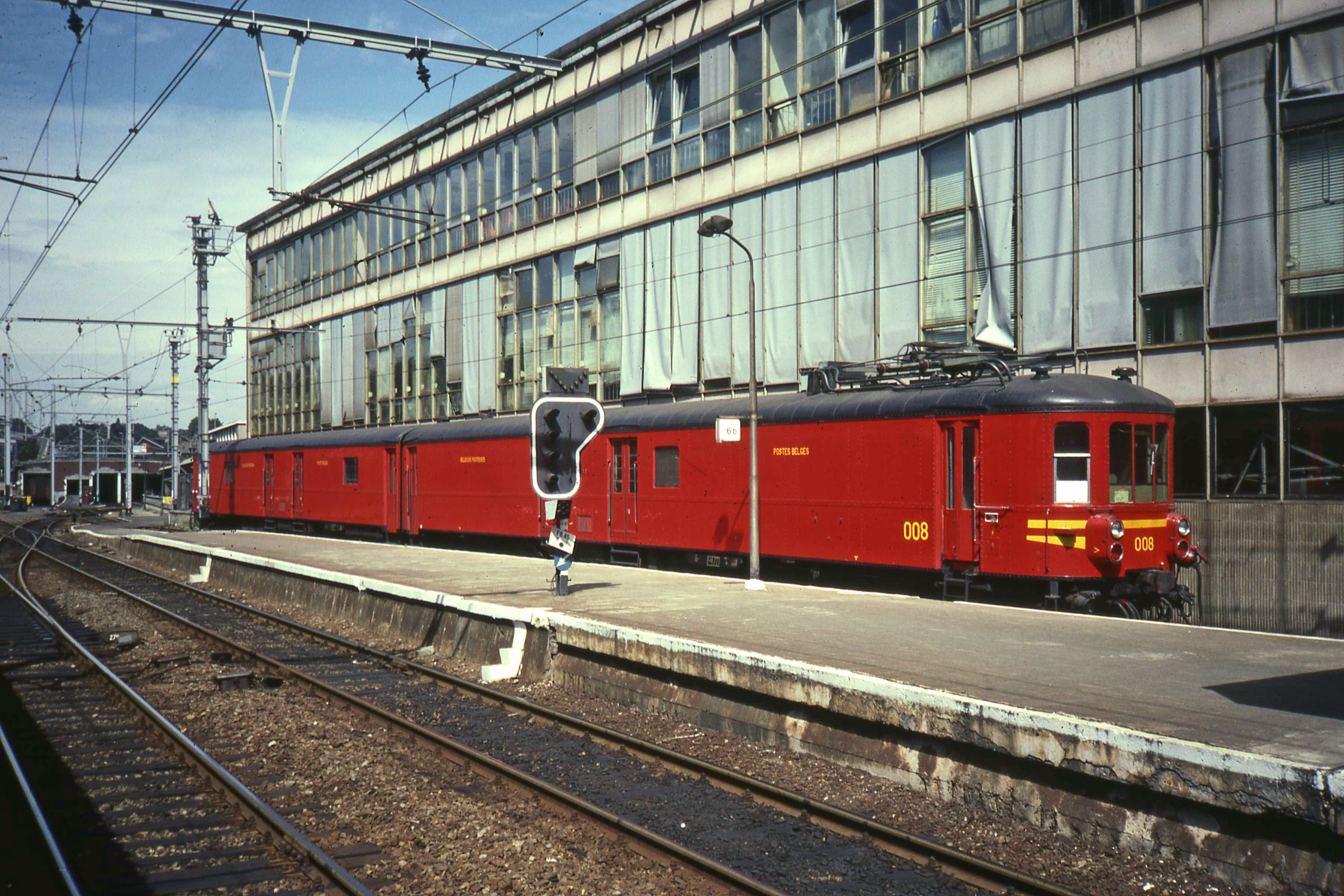
Rame postale belge en 1986.
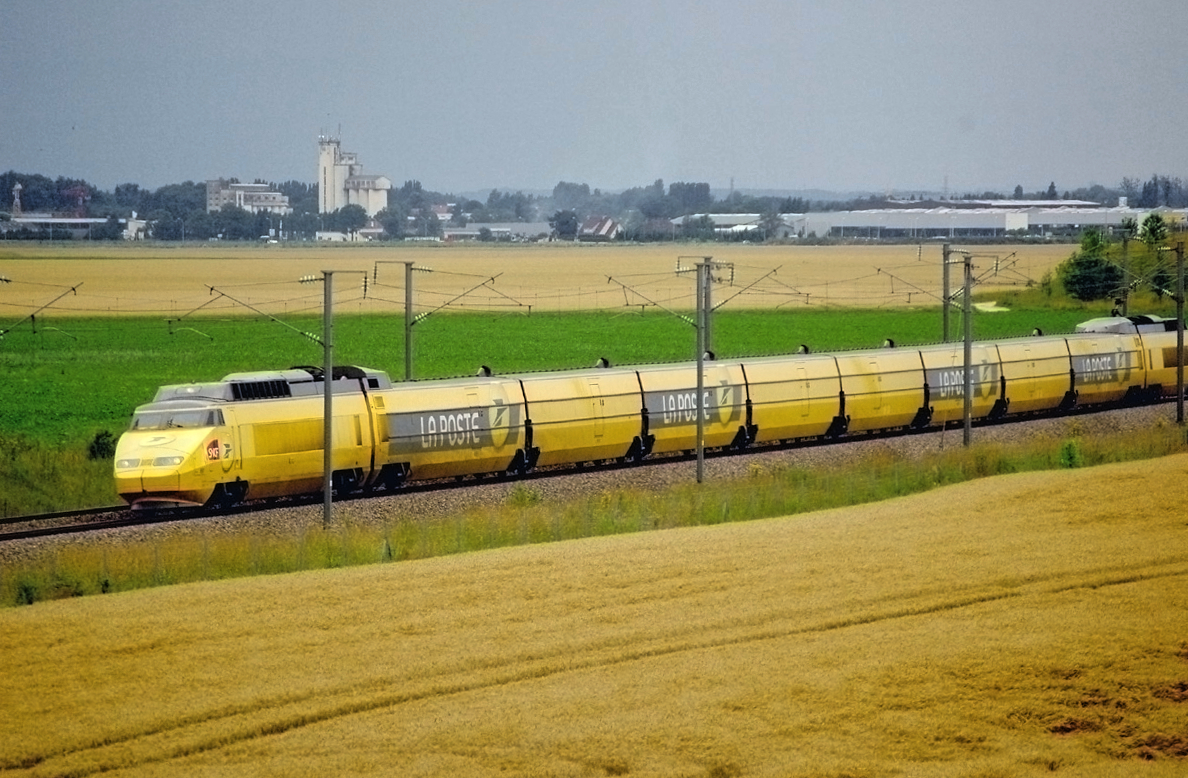
TGV postal français.
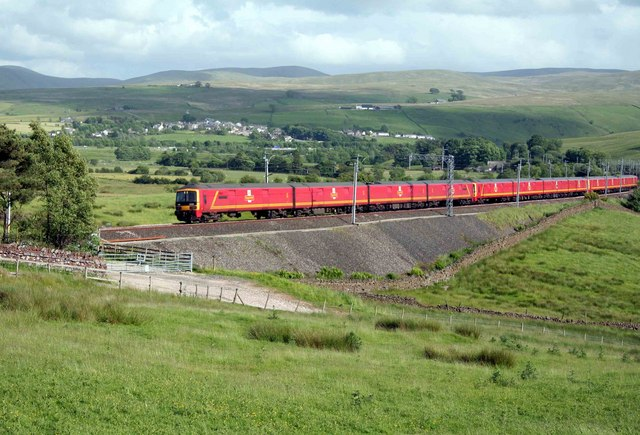
Rame postale British Rail Class 325.
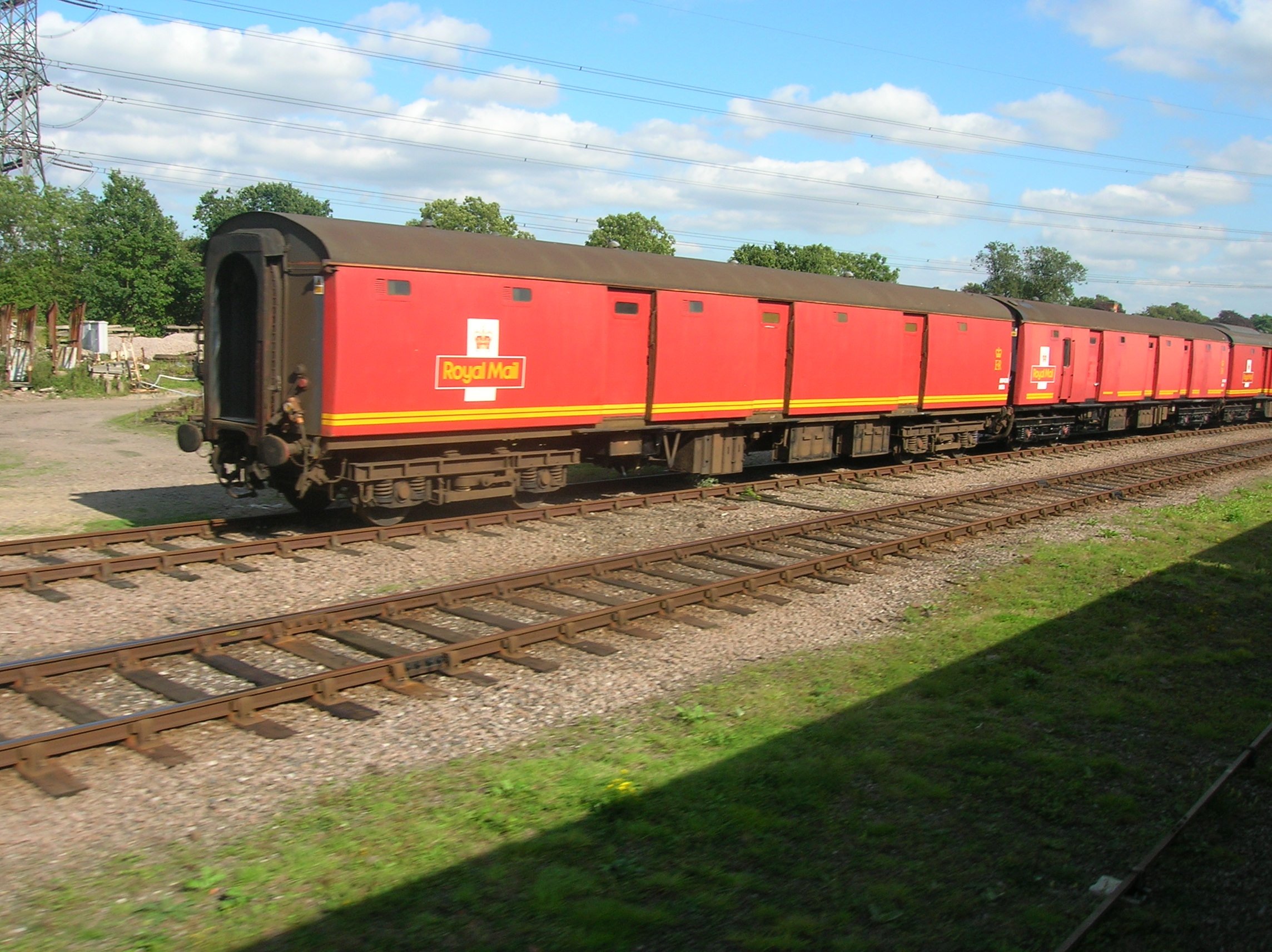
Wagons de train postal préservé au Great Central Railway.